# Imogen Ayris
Imogen Ayris (* 12. Dezember 2000 in Auckland) ist eine neuseeländische Leichtathletin, die sich auf den Stabhochsprung spezialisiert hat.

## Sportliche Laufbahn
Erste Erfahrungen bei internationalen Meisterschaften sammelte Imogen Ayris im Jahr 2018, als sie bei den U20-Weltmeisterschaften in Tampere mit übersprungenen 3,95 m in der Qualifikationsrunde ausschied. Im Jahr darauf belegte sie bei den Ozeanienmeisterschaften in Townsville mit 4,10 m den vierten Platz und anschließend siegte sie mit derselben Höhe bei den U20-Ozeanienmeisterschaften ebendort. Daraufhin gelangte sie bei der Sommer-Universiade in Neapel mit 4,11 m auf Rang zehn. 2021 siegte sie mit 4,32 m beim Sir Graeme Douglas International und im Jahr darauf sicherte sie sich bei den Ozeanienmeisterschaften in Mackay mit 4,40 m die Silbermedaille hinter ihrer Landsfrau Olivia McTaggart. Daraufhin schied sie bei den Weltmeisterschaften in Eugene ohne eine Höhe in der Qualifikationsrunde aus und gewann dann bei den Commonwealth Games in Birmingham mit 4,45 m die Bronzemedaille hinter der Australierin Nina Kennedy und Molly Caudery aus England. 2023 verpasste sie bei den Weltmeisterschaften in Budapest mit 4,50 m den Finaleinzug und im Jahr darauf gelangte sie bei den Olympischen Sommerspielen in Paris mit 4,60 m im Finale auf Rang zwölf.
2025 belegte sie bei den Hallenweltmeisterschaften in Nanjing mit übersprungenen 4,45 m den neunten Platz.
In den Jahren 2018, 2020 und 2021 wurde Ayris neuseeländische Meisterin im Stabhochsprung.